# 小行星1456
小行星1456（1456 Saldanha）是一颗围绕太阳公转的小行星。1937年7月2日，西里爾·傑克遜在约翰内斯堡发现了此天体。
該小行星以南非的城市薩爾達尼亞灣命名。
这颗小行星的绝对星等为63.27345等。